# Gawriil-Klasse
Die Gawriil-Klasse (russisch Гавриил für Gabriel) war eine Klasse russischer Zerstörer der Baltischen Flotte des zaristischen Russland, die an dem Entwurf des Prototyp-Bootes Nowik orientiert, im Gefolge des im Juni 1912 für die Ostsee bewilligten Kleinen Schiffbauprogramms 1912 auf Ostsee-Werften bestellt und dort gebaut wurden.

## Entwurf
Gegenüber der Nowik war der Entwurf etwas verkleinert worden. Die Pläne wurden mit Hilfe der deutschen Werft Blohm & Voss in Hamburg für die Putilow-Werft erstellt, die diese an die Russisch-Baltischen Werke in Reval weiterleitete. Unterschiede zu zeitgleich gebauten Leitenant-Iljin-Klasse der Putilow-Werft bzw. zur Orfei-Klasse der Ust-Ischora-Werft der Petersburger Metallwerke bestanden in der Anordnung und Form der Lüfter, den Schornsteinansätzen und der Brückenform.

## Namensgebung
Die Boote waren nach Segelschiffen der russischen Seekriegsgeschichte benannt, die an zahlreichen Seekämpfen teilnahmen.

## Folgebauten
Am 11. Dezember 1916 erhielten die Russisch-Baltischen Werke von der Hauptverwaltung Schiffbau den Auftrag, die ursprünglich bei der Ziese-Mühlgrabenwerft in Riga georderten Boote Rymnik, Chios, Smolensk, Stirsuden und Tenedos der Gogland-Klasse mit dem bereits bearbeiteten Material nach dem Gawriil-Entwurf weiterzubauen. Die Schiffe sollten dabei erstmals mit zwei Torpedozwillingssätzen vom neuen Kaliber 533 mm und zwei 57-mm-Flugabwehrgeschützen L/48 bestückt werden. 
Ständige Neuforderungen des Admiralstabes und des Flottenkommandanten Adrian Nepenin über verstärkte Artilleriebewaffnung und geänderte Einsatzzwecke als „Ersatz-Kreuzer“ ließen den Bau nicht vorankommen, so dass das Material schließlich nach dem Krieg verschrottet wurde.

## Boote und Schicksale
| Name                    | Kiellegung        | Stapellauf      | Indienststellung | Verbleib |
| ----------------------- | ----------------- | --------------- | --- | --- |
| Gawriil (Гавриил)       | 28. November 1913 | 5. Januar 1915  | 8. Dezember 1916 | Das Boot versenkte zusammen mit dem Zerstörer Asard am 9. Juni 1919 im Finnischen Meerbusen das britische U-Boot HMS L55. Am 21. Oktober 1919 sank das Boot zusammen mit den Zerstörern Swoboda ex –Wladimir und Konstantin auf einer britischen Minensperre beim Legen einer Defensivsperre im Finnischen Meerbusen.                                                 |
| Michail (Рафаил)        | 28. November 1913 | 31. Mai 1916    | Das Boot wurde während der Evakuierungsfahrt der Basis Reval nach Petrograd am 6. November 1917 durch Grundberührung schwer beschädigt und nicht wieder instand gesetzt. Im Jahr 1923 erfolgte die Streichung und der anschließende Abbruch. | Das Boot wurde während der Evakuierungsfahrt der Basis Reval nach Petrograd am 6. November 1917 durch Grundberührung schwer beschädigt und nicht wieder instand gesetzt. Im Jahr 1923 erfolgte die Streichung und der anschließende Abbruch. |
| Wladimir (Владимир)     | 7. Dezember 1913  | 18. August 1915 | 22. Oktober 1917 | Am 21. Oktober 1919 sank das Boot zusammen mit den Zerstörern Gawriil und Konstantin auf einer britischen Minensperre beim Legen einer Defensivsperre im Finnischen Meerbusen. |
| Konstantin (Константин) | 7. Dezember 1913  | 12. Juni 1915   | 19. Mai 1917 | Am 21. Oktober 1919 sank das Boot zusammen mit den Zerstörern Swoboda ex –Wladimir und Gawriil auf einer britischen Minensperre beim Legen einer Defensivsperre im Finnischen Meerbusen. |
| Sokol (Сокол)           | 18. Januar 1915   | Sommer 1917     | Nach dem Stapellauf wurde der Rumpf aufgrund der Kriegslage von Reval nach Petrograd überführt, aber der Bau dort nicht wieder aufgenommen. Im Jahr 1923 erfolgte die Streichung und der anschließende Abbruch. | Nach dem Stapellauf wurde der Rumpf aufgrund der Kriegslage von Reval nach Petrograd überführt, aber der Bau dort nicht wieder aufgenommen. Im Jahr 1923 erfolgte die Streichung und der anschließende Abbruch. |
| Mescheslaw              | 27. August 1915   | Sommer 1917     | Das Boot wurde ursprünglich unter dem Namen Leitenant Lombard auf Stapel gelegt und noch vor dem Stapellauf am 27. Juni 1915 in Mescheslaw umbenannt. Nach dem Stapellauf wurde der Rumpf aufgrund der Kriegslage von Reval nach Petrograd überführt, aber der Bau dort nicht wieder aufgenommen. Im Jahr 1924 erfolgte die Streichung und der anschließende Abbruch. | Das Boot wurde ursprünglich unter dem Namen Leitenant Lombard auf Stapel gelegt und noch vor dem Stapellauf am 27. Juni 1915 in Mescheslaw umbenannt. Nach dem Stapellauf wurde der Rumpf aufgrund der Kriegslage von Reval nach Petrograd überführt, aber der Bau dort nicht wieder aufgenommen. Im Jahr 1924 erfolgte die Streichung und der anschließende Abbruch. |